# Proteggendo la città
Proteggendo la città (Home Defense) è un film del 1943 diretto da Jack King. È un cortometraggio animato della serie Donald Duck, prodotto dalla Walt Disney Productions e uscito negli Stati Uniti il 26 novembre 1943, distribuito dalla RKO Radio Pictures. È stato successivamente intitolato Paperino ammiraglio.

## Trama
In cima a una collina, Paperino sta ascoltando da delle cuffie collegate a un amplificatore l'arrivo degli aerei nemici, mentre Qui, Quo e Qua sono i suoi fucilieri. A un tratto, Paperino si addormenta e suona involontariamente la tromba di allarme, svegliando i nipoti, che per vendicarsi lanciano un modellino di aereo pieno di omini di pan di zenzero con il paracadute. Paperino lo abbatte sparando, facendo uscire gli omini con il paracadute, così si rannicchia, ma poi un omino che atterra sul suo becco gli fa scoprire l'inganno. Arrabbiato, Paperino rimprovera e caccia via i nipoti, dopodiché ritorna al posto di ascolto, dove scambia un'ape per un aereo; a quel punto suona la tromba e richiama Qui, Quo e Qua a combattere. Paperino calcola la posizione dell'ape, che si rifugia dentro l'amplificatore, mentre i nipoti mettono in posizione il cannone. Quando Paperino ordina ai nipoti di sparare, uno di loro cerca di avvertirlo che il cannone è dentro l'amplificatore, ma il papero non vuole sentire ragioni e ribadisce loro l'ordine, ricevendo un'esplosione a pieno volume nelle orecchie, che lo stordisce e che rompe l'amplificatore. Mentre Qui, Quo e Qua ridono divertiti, Paperino si riprende e si arrabbia con loro.

## Distribuzione

### Edizioni home video

#### DVD
Il cortometraggio è incluso nel DVD Walt Disney Treasures: Semplicemente Paperino - Vol. 2.